# Nouvelles pour une année
Les Nouvelles pour une année (Novelle per un anno) est un recueil de deux-cent quarante et une nouvelles écrites en italien par Luigi Pirandello et publiées originellement en quinze volumes entre 1922 et 1937 par R. Bemporad & figlio et Arnoldo Mondadori Editore.
En France, Gallimard publie l'ensemble en cinq volumes dans la collection Du monde entier entre 1972 et 1992. Deux volumes de nouvelles choisies paraissent dans la collection Folio bilingue en 1990 et 1992. Toujours aux éditions Gallimard, une édition en un seul volume est parue dans la collection Quarto en 2000.
En 1996, Le Livre de poche dans la série  Classiques modernes de La Pochotèque propose dans un recueil intitulé Nouvelles ces Nouvelles pour une année traduites, annotées et préfacées par Jean-Michel Gardair.

## Adaptations cinématographiques
Les Frères Taviani se sont inspirés de plusieurs des nouvelles de Pirandello pour réaliser Kaos, contes siciliens en 1984, puis Kaos II en 1998.